# دانش صدیقی
دانش صدیقی (۱۹ مِه ۱۹۸۰ – ۱۵ ژوئیه ۲۰۲۱) یک خبرنگار و روزنامه‌نگار هندی مستقر در بمبئی بوده‌است. وی دریافت کننده جایزه پولیتزر به عنوان بخشی از خدماتش به خبرگزاری رویترز بود. وی در ۱۵ ژوئیه سال ۲۰۲۱، در هنگام تهیه گزارش درگیری بین نیروهای امنیتی افغانستان و جنگجویان طالبان در نزدیکی گذرگاه مرزی ولسوالی سپین‌بولدک با پاکستان، کشته شد.

## تحصیلات
صدیقی تحصیلات ابتدایی خود را در مدرسه آنگلا در دهلی نو به پایان رساند. و وارد جامعه ملیه اسلامیه شد و در رشته اقتصاد فارغ‌التحصیل شد. و همچنین در سال ۲۰۰۷ در همین مؤسسه مدرک ارتباطات را نیز اخذ کرد.

## پیشه
صدیقی کار خود را به عنوان خبرنگار اخبار تلویزیون آغاز کرد. او به عکاسی خبری روی آورد و در سال ۲۰۱۰ به عنوان کارآموز به خبرگزاری بین‌المللی رویترز پیوست. صدیقی از آن زمان در نبرد موصل (۲۰۱۶–۲۰۱۷)، زلزله آوریل ۲۰۱۵ نپال، بحران پناهندگان ناشی از نسل‌کشی میانمار (۲۰۱۹–۲۰۲۰) را پوشش داده بود. همچنین اعتراضات هنگ کنگ، شورش‌های دهلی ۲۰۲۰ و بیماری همه گیر کووید ۱۹ در میان رویدادهای دیگر در جنوب آسیا، خاورمیانه و اروپا از جمله موضوعات گزارش خبری وی بودند. در سال ۲۰۱۸، وی در کنار همکار عدنان آبیدی، اولین هندی بود که به عنوان بخشی از کارکنان عکاسی رویترز برای مستندسازی بحران پناهندگان روهینگیا، برنده جایزه پولیتزر برای عکاسی ویژه شد. عکسی که وی در جریان شورش‌های دهلی ۲۰۲۰ به ثبت رساند، به عنوان یکی از عکس‌های تعیین‌کننده سال ۲۰۲۰ توسط رویترز معرفی شد. او قبلاً رئیس تیم تصاویر رویترز در هند بوده‌است.

### جوایز
در سال ۲۰۱۸، وی به دلیل مستندسازی بحران پناهندگان روهینگیا، در کنار عدنان عبیدی به عنوان برنده جایزه پولیتزر برای عکاسی ویژه (به عنوان بخشی از کارکنان عکاسی رویترز) به عنوان اولین هندی در کنار «عدنان آبیدی» شناخته شد.

## درگذشت
صدیقی در کنار یک افسر ارشد افغانستان در حال پوشش خبری نبرد میان نیروهای دولتی افغان و شبه نظامیان طالبان در ولسوالی سپین‌بولدک، قندهار، بود که توسط نیروهای طالبان در تاریخ ۱۵ ژوئیه ۲۰۲۱ کشته شد. یک مقام افغان اظهار داشت که او در تیراندازی نیروهای طالبان کشته شده‌است. طالبان این ادعا را رد کرده و از کشته شدن این خبرنگار ابراز تأسف کرده‌است.

## واکنش‌ها
1. هند: وزیر امورخارجه هند «شرینگلا» اقدامات طالبان را در جلسه شورای امنیت سازمان ملل محکوم کرد.[۱۶] وزیر اطلاعات و امنیت «آنوراگ تاکور» تأسف خود را اعلام کرد.[۱۷]
2. ایالات متحده آمریکا: معاون اصلی سخنگوی وزارت امور خارجه ایالات متحده «جالینا پورتر»، این رویداد را «ضرر بزرگ» خواند.[۱۸]
3. افغانستان: اشرف غنی رئیس‌جمهور افغانستان ضمن تأکید بر حفظ جان خبرنگاران و اصحاب رسانه این رویداد را شوکه کننده و تأسف‌بار خواند.[۱۹]